# Mikrodekompresja naczyniowa korzenia nerwu trójdzielnego
Mikrodekompresja naczyniowa korzenia nerwu trójdzielnego (ang. microvascular decompression) – technika neurochirurgiczna leczenia przyczynowego neuralgii trójdzielnej. Polega na odizolowaniu wywołującej konflikt naczyniowo-nerwowy tętnicy móżdżkowej górnej (SCA) od nerwu V przy użyciu fragmentów tworzywa sztucznego (np. teflonu). Dojście do okolicy kąta mostowo-móżdżkowego uzyskuje się przeprowadzając górno-boczną kraniektomię podpotyliczną. Mikrodekompresja naczyniowa jest obecnie metodą z wyboru w leczeniu neuralgii trójdzielnej. Metodę opracował dr Peter J. Jannetta.